# Meritokracija
Meritokracija (zasluga, dolazi od latinskog la. mereō, i -kracija, od starogrčkog grč. κράτος, kratos 'snaga, moć') je pojam političkog sustava u kojem su gospodarska dobra ili politička moć dodijeljena određenim ljudima na temelju sposobnosti i talenta, a ne na temelju bogatstva ili pripadništva društvenoj klasi . Napredak u takvom sustavu temelji se na učinku ili postignuću. Iako koncept meritokracije postoji stoljećima, prva poznata upotreba tog termina je bila u časopisu Socialist Commentary 1956. od strane sociologa Alana Foxa. Zatim ga je popularizirao sociolog Michael Dunlop Young, koji je taj termin upotrijebio u svojoj distopijskoj političkoj i satiričnoj knjizi The Rise of the Meritocracy 1958. Danas se taj pojam uglavnom koristi pri referiranju na socijalne sustave u kojima su osobni napredak i uspjeh pripisani individualnim sposobnostima i zaslugama.

## Koncepcije

### Rane koncepcije
Platon je slavno argumentirao meritokraciju u svojoj knjizi Republika te je ona postala jedan od temelja politike u zapadnom svijetu. Međutim, nekoliko učenjaka je istaknulo da je ideja meritokracije nastala u Aziji. U knjizi Istočno podrijetlo zapadne civilizacije, John M. Hobson tvrdi da je koncept zasluga imao korijene u Kini te da je postao poznat na zapadu kroz konfucijanske tekstove.
"Najčešća definicija meritokracije konceptualizira zasluge u smislu provjerene kompetentnosti i vještine, te najvjerojatnije, mjerene kvocijentom inteligencije ili standardiziranim testovima dostignuća". U državnim i drugim administrativnim sustavima, "meritokracija" se odnosi na sustav u kojem napredovanje unutar sustava ovisi o "zaslugama", kao što su učinkovitost, inteligencija, akreditacije i obrazovanje. Oni se često određuju procjenama ili ispitivanjima. 
U širem značenju, meritokracija se može odnositi na bilo koji oblik evaluacije temeljen na postignuću. Poput riječi " utilitaranosti " i " pragmatičnosti ", riječ "meritokratski" je razvila šire značenje, a ponekad se koristi za označavanje bilo koje vlade koju vodi "vladajuća ili utjecajna klasa obrazovanih ili sposobnih ljudi".
Ovo je u kontrastu s originalnom, kritičkom upotrebom izraza 1958. godine od Michaela Dunlopa Younga u djelu Uspon meritokracije. On je satirizirao tripartitni sustav obrazovanja koji se u to vrijeme prakticirao u Ujedinjenom Kraljevstvu i koji se navodno temeljenio na zaslugama. Tvrdi da se u Tripartitnom sustavu "zasluga izjednačuje s inteligencijom i trudom, da se oni koji ju posjeduju identificiraju u mladosti i biraju za odgovarajuće intenzivno obrazovanje, a postoji i opsjednutost kvantificiranjem, bodovanjem na testovima i kvalifikacijama" .
Meritokracija u širem smislu može biti bilo koji čin prosuđivanja temeljen na različitim dokazanim zaslugama. Takva se djela često opisuju u sociologiji i psihologiji .
U retorici, javno prikazivanje nečijih zasluga u pogledu ovladavanja određene teme bitna je zadaća izravno povezana s aristotelovskim pojmom Ethos. Ekvivalentna aristotelovska koncepcija meritokracije temelji se na aristokratskim ili oligarhijskim strukturama, a ne u kontekstu moderne države.

### Novije koncepcije
Do današnjeg dana podrijetlo pojma meritokracija se najčešće pripisuje britanskom sociologu Michaelu Youngu, koji ga je pogrdno upotrijebio u knjizi Uspon meritokracije. Za Younga je zasluga definirana kao inteligencija i trud. Radi toga, Young prikazuje fiktivno meritokratsko društvo kao distopiju u kojoj se društvena stratifikacija temelji samo na inteligenciji i osobnim zaslugama, što stvara visoko kompetitivno i nejednako društvo.
Iako je u početku imala negativnu konotaciju, ona je u novije vrijeme postala pozitivnija. Danas se koristi za opisivanje sustava utemljenih na zasluživanju statusa i i osvajanja nagrada za razliku od klasno utemeljnih sustava u kojima su primarni razlog za pozicioniranje pojedinca u društvu nasljedni faktori.
Ipak, pojam meritokracije kao društvenog sustava je izazvao brojne kritike. U svjetlu rastuće društvene nejednakosti u 21. stoljeću, učenjaci su meritokraciju etiketirali političkom ideologijom i iluzijom.  Thomas Piketty primjećuje u svojoj knjizi Capital in the Twenty-First Century, "naša demokratska društva počivaju na meritokratskom pogledu na svijet". Zbog toga, ograničena mobilnost i značajnost naslijeđenog bogatstva postoje zajedno s vjerom u meritokratski sustav. Posljedično, "ideja meritokracije postala je ključno sredstvo kulturne legitimacije za suvremenu kapitalističku kulturu", u kojoj se nejednakosti u bogatstvu i primanjima ovjekovječuju i reproduciraju. Tu ideju podupiru recentna istraživanja koja pokazuju da što je društvo nejednakije to je veća tendencija članova društva da uspjeh pripišu meritokraciji umjesto nemeritokratskim varijablama kao što je naslijeđeno bogatstvo.
Ovo prikazuje da je moderna koncepcija meritokracije u najmanju ruku dvojaka. U jednu ruku, opisuje društveni sustav koji se temelji na ideji da se pojedinci nagrađaju i napreduju u društvu zbog vlastitog truda i talenta. Ovaj koncept pretpostavlja društvenu mobilnost i jednakost mogućnosti. U drugu ruku, meritokracija se može shvatiti kao ideološki diskurs temeljen na različitim uvjerenjima, koja se manifestiraju u različitim oblicima kao što su socijaldemokratska i neoliberalna koncepcija meritokracije.
Najčešći oblik meritokratske selekcije se danas nalazi u učilišnim diplomama. Visoko obrazovanje je nesavršen meritokratski sustav selekcije iz različitih razloga, kao npr. nedostatak jedinstvenih standarda u cijelom svijetu, nedostatak opsega (nisu uključena sva zanimanja i procesi) i nedostatak pristupačnosti (neki talentirani ljudi nemaju mogućnost sudjelovati zbog troškova, posebno u zemljama u razvoju). Unatoč tome, učilišne diplome služe u određenoj mjeri meritokratskoj selekciji u nedostatku profinjenije metodologije. Samo obrazovanje, ipak, ne čini potpuni sustav, budući da meritokracija mora automatski dodijeliti moć i autoritet, što diploma ne postiže samostalno. </link>

## Etimologija
Iako je koncept postojao stoljećima, termin "meritokracija" je relativno nov. Prvi ga je pogrdno koristio sociolog Alan Fox 1956., [2] a netom britanski političar i sociolog Michael Dunlop Young u satiričnom eseju iz 1958. Uspon meritokracije. Youngov esej prikazuje Veliku Britaniju pod vladavinom vlade koja je dala prednost inteligenciji i sposobnostima (zaslugama) iznad svega ostaloga, što je kombinacija korijena latinskog podrijetla "zasluga" (od "mereō" što znači "zarađivati") i starogrčkog sufiksa "-kracija" (što znači "moć", "vladavina"). Čisto grčka riječ je aksiokracija (αξιοκρατία), od axios (αξιος, dostojan) + "-kratija" (-κρατία, moć). U ovoj knjizi taj izraz ima izrazito negativne konotacije jer je Young doveo u pitanje legitimitet procesa selekcije koji se koristio da se postane članom ove elite te i rezultate vladavine tako usko definirane skupine. Ovaj esej koji je u prvom licu napisao izmišljeni povijesni pripovjedač 2034. godine, isprepliće povijest iz politike predratnog i poslijeratnog Ujedinjenog Kraljevstva s onom izmišljenih budućih događaja u kraćem roku (od 1960. nadalje) i duljem roku (od 2020. nadalje).
Esej se temeljio na sklonosti ondašnjih vlada, u njihovoj težnji prema inteligenciji, da ignoriraju nedostatke i na neuspjehu obrazovnih sustava pravilno utiliziraju nadarene i talentirane članove svog društva. 
Youngov izmišljeni narator objašnjava da najveći doprinositelj društvu nije "tupa masa" ili većina, nego "kreativna manjina" ili pripadnici "nemirne elite".  S druge strane, on argumentira da postoje žrtve napretka čiji se utjecaj podcjenjuje te da iz takve tupe privrženosti prirodnim znanostima i inteligenciji, proizlazi arogancija i samodopadnost.  Ovaj problem je obuhvaćen u izrazu "Svaki odabir jednog je odbacivanje mnogih". 
Pojam je koristila i Hannah Arendt u eseju "Kriza u obrazovanju",  kojeg je napisala 1958. godine i odnosio se na korištenje meritokracije u engleskom obrazovnom sustavu. Arendt taj pojam koristi pogrdno. Tek 1972. Daniel Bell upotrebljava taj izraz pozitivno. Formula M. Younga za opisivanje meritokracije je: m = IQ + E. Za razliku od njega, formula L. Ieve je: m = f (IQ, Cut, ex) + E. Za Younga, meritokracija je zbroj inteligencije i energije; dok je za Ievu predstavljena funkcijom između inteligencije, kulture i iskustva, kojoj se dodaje energija.

## Povijest

### Carska Kina
Neki od najranijih primjera administrativne meritokracije koji se temelje na ispitima za državnu službu, potječu iz antičke Kine . [lower-alpha 1] Koncept ima korijene, barem iz šestog stoljeća prije Krista, kada ga je zagovarao kineski filozof Konfucije, koji je "izmislio ideju da oni koji vladaju trebaju vladati zbog zasluga, a ne zbog naslijeđenog statusa. To je pokrenulo stvaranje carskih ispita i birokracije koja je bila otvorena samo onima koji su ih prošli.” 
S obzirom na to da su dinastije Qin i Han razvile meritokratski sustav kako bi održale vlast nad velikim, raširenim carstvom, postalo je neizbježno da vlada održava kompleksnu mrežu dužnosnika. Prospektivni dužnosnici mogli su imati ruralnu pozadinu, a državni položaji nisu bili limitirani na plemstvo. Rang se određivao prema zaslugama, putem ispita za državnu službu, a obrazovanje je postalo ključ društvene pokretljivosti. Nakon pada dinastije Han, tijekom razdoblja Tri kraljevstva uspostavljen je sustav od devet rangova.

Prema Princetonskoj enciklopediji američke povijesti :

### Drevna grčka
Platon i Aristotel su zagovarali meritokraciju. Platon u svojoj knjizi Republika, tvrdi da najmudriji trebaju vladati, pa zbog toga vladari trebaju biti kraljevi filozofi.

### Islamski svijet
Pravila o nasljeđivanju vlasti u kalifatu Rashidun temeljila su se na meritokraciji. Većina poznatih ljudi bi se okupila u skupštini Shura i izabrala kalifa na temelju zasluga. Kao prvi kalif Rašidunskog kalifata, Abu Bekr nije bio monarh i nikada nije polagao pravo na takvu titulu; kao ni bilo koji od njegova tri nasljednika. Umjesto toga, njihov izbor i vodstvo temeljili su se na zaslugama.
Nakon reformi Mehmeda II., osmanska stajaća vojska počela je regrutirati iz danka u krvi, grupe koja je uzimala mlade kršćanske podanike (8-20 godina) koji su konvertirani na islam, potom školovani za administraciju ili vojne janjičare. To je bila meritokracija koja je "iz svojih bivših učenika proizvela četiri od pet velikih vezira od ovog vremena nadalje". Prvi veliki vezir Mehmeda II. bio je Zaganos-paša, koji je bio porijeklom strani dječak, a ne aristokrat,  a Zaganos-pašin nasljednik, Mahmud-paša Angelović je također bio strani dječak porijeklom. Madeline Zilfi je izvjestila da su europski posjetitelji tog vremena komentirali: "Prilikom imenovanja, sultan ne obraća pažnju na bilo kakve pretenzije u pogledu bogatstva ili ranga. Čovjek se uzdiže po zaslugama. Kod Turaka su počasti, visoki položaji i sudstva nagrade za veliku sposobnost i dobru službu."
Safavidsko Carsko društvo je također bilo meritokracija u kojoj su dužnosnici imenovani na temelju zasluga i vrijednosti umjesto na temelju rođenja. Safavidsko Carstvo zasigurno nije bila oligarhija, niti aristokracija. U izbor za nasljedstvo su ulazili sinovi plemića kao simbol poštovanja, alil su morali dokazati da su dostojni položaja. Sustav je izbjegavao ukorijenjenu aristokraciju ili kastinsko društvo. Brojni su izvještaji o laicima koji su se uzdigli na visoke službene položaje zahvaljujući svojim zaslugama. A budući da je safavidsko društvo bilo meritokratsko, vladini uredi su djelovali pod stalnim pritiskom jer su bili pod nadzorom i morali su se pobrinuti da vladaju u najboljem interesu svog vođe, a ne samo u vlastitom.

### 17. stoljeće
Tijekom sedmnaestog stoljeća proširio se koncept meritokracije iz Kine u Britansku Indiju.
Britansko Carstvo je bilo prva europska sila koja je uvela uspješnu državnu službu temeljenu na meritokraciji, napravila je to u svojoj upravi Indije: "upravitelji poduzeća zapošljavali su i unaprjeđivali zaposlenike na temelju natječajnih ispita kako bi spriječili korupciju i favoriziranje". Britanski kolonijalni upravitelji zagovarali su širenje tog sustava na ostatak Commonwealtha, "najuporniji" je bio Thomas Taylor Meadows, britanski konzul u Guangzhouu u Kini. Meadows je uspješno argumentirao svoju poziciju u svojim Posljednjim bilješkama o vladi i narodu Kine, koje su objavljene 1847. Iznio je tvrdnju: "dugovječnost kineskog carstva je isključivo i u potpunosti dužno dobroj vladi koja se sastoji od napredovanja isključivo talentiranih i zaslužnih ljudi", te da Britanci moraju reformirati svoju državnu službu tako što će instituciju učiniti meritokratskom. Tu je praksu kasnije usvojila kopnena Britanija krajem devetnaestog stoljeća, inspirirana "kineskim mandarinskim sustavom".

### 18. stoljeće
Osei Kwadwo, Ashanti kralj koji je vladao od 1764. do 1777., pokrenuo je meritokratski sustav imenovanja središnjih dužnosnika u skladu s njihovim sposobnostima, a ne prema pravu rođenju.

### 19. stoljeće
1813. godine,  američki utemeljitelj i predsjednik Thomas Jefferson objavio je da postoji " prirodna aristokracija muškaraca" čije pravo na vladanje proizlazi iz njihovih talenata i vrlina (zasluga), umjesto njihovog bogatstva ili naslijeđenog statusa. Vjerovao je da uspješna republika mora uspostaviti obrazovne institucije koje identificiraju te prirodne aristokrate i obučavaju ih da vladaju.
Savezna birokracija u Sjedinjenim Državama koristila je sustav plijena od 1828. do atentata na predsjednika Sjedinjenih Država Jamesa A. Garfielda od strane razočaranog tražitelja uredovne funkcije 1881. koji je pokazao njegovu opasnost. Dvije godine kasnije, 1883., sustav imenovanja u saveznu birokraciju Sjedinjenih Država preinačen je Pendletonovim zakonom o reformi državne službe, djelomično utemeljen na britanskoj meritokratskoj državnoj službi koja je uspostavljena godinama ranije. Zakonom je propisano da se državni poslovi trebaju dodjeljivati na temelju zasluga, kroz natjecateljske ispite, a ne na temelju veza s političarima ili političkog opredjeljenja. Također je zabranjeno otpuštanje ili degradiranje državnih službenika iz političkih razloga.
Kako bi se proveo sustav zasluga i pravosudni sustav, zakonom je također stvorena Komisija za državnu službu Sjedinjenih Država . U modernoj američkoj meritokraciji, predsjednik može podijeliti samo određeni broj poslova, koje mora odobriti Senat Sjedinjenih Država .
Australija je počela osnivati javna sveučilišta 1850-ih s ciljem promicanja meritokracije pružanjem napredne obuke i vjerodajnica. Obrazovni sustav je bio postavljen da služi urbanim muškarcima srednje klase, ali različitog društvenog i vjerskog podrijetla. Sve se više proširivao na sve maturante javnog školskog sustava, one ruralnog i regionalnog podrijetla, zatim na žene i konačno na etničke manjine. I srednja klasa i radnička klasa promicale su ideal meritokracije unutar snažne predanosti "partnerskom odnosu" i političkoj jednakosti.

Britanski filozof i polihistor John Stuart Mill zagovarao je meritokraciju u svojoj knjizi Considerations on Representative Government. Njegov model je bio dati više glasova obrazovanijim biračima. Njegovi stavovi objašnjeni su u Estlund (2003:57–58):
Millov prijedlog pluralnog glasanja ima dva motiva. Jedan od njih je kako bi spriječio jednu grupu ili klasu ljudi od mogućnosti kontroliranja političkog procesa čak bez davanja razloga kako bi dobili dovoljnu potporu. Ovo naziva problemom klasne legislacije. S obzirom na to da je najbrojnija klasa na najnižoj razini obrazovanja i socijalnog ranga, ovo bi se moglo djelomično ublažiti dodjeljivanjem više glasova onima u višljim rangovima društva.  Drugi i jednako prominentan razlog za pluralno glasanje je izbjegavanje jednakog utjecaja svake osobe bez obzira na njihove zasluge, inteligenciju itd. On smatra kako je fundamentalno važno da političke institucije utjelovljuju u svom duhu prepoznavanje ideje da su neka mišljenja manje vrijedna od drugih. Ne tvrdi da je ovo put za donošenje boljih političkih odluka, ali je teško razumjeti njegov argument, temeljen na drugom motivu, na bilo koji drugi način.

Ako je Aristotel u pravu da je prosuđivanje najbolje ako je velik broj sudionika (i ako pretpostavimo radi jednostavnosti da su glasači prosuditelji) onda je to razlog da svim ili brojnim građanima damo pravo glasa, ali ovo još uvijek ne pokazuje da mudriji ne bi trebali imati npr. dva ili tri glasa. Na taj način bi bila iskazana vrijednost različitih perspektiva i vrijednost veće mudrosti nekolicine. Ova kombinacija Platonskih i Aristotelovskih zaključaka je dio nečega što smatram značajnim oko Millov prijedloga pluralnog glasanja. Prednost njegovog pogleda je što želi privilegirati obrazovane, a ne mudre. Čak i ako se složimo da mudri trebaju vladati, postoji ozbiljan problem oko identificiranja mudrih. To postaje posebno važno ako uspješno političko opravdanje mora biti općenito prihvatljivo za vladane. U tom slučaju, privilegiranje mudrih zahtijevalo bi ne samo da budu dovoljno mudri da budu bolji vladari, već i, što je još zahtjevnije, da njihova mudrost bude nešto s čim se svi razumni građani mogu složiti. Na ovu koncepciju opravdanja osvrćem se u nastavku.

Mill-ova pozicija ima veliku vjerodostojnost: dobro obrazovanje promiče sposobnost građana da mudrije vladaju. Kako onda možemo poreći da bi obrazovani podskup vladao mudrije od drugih? No, zašto onda ne bi imali više glasova?
Estlund dalje kritizira Millovu meritokraciju utemeljenu na obrazovanju na raznim osnovama.

### Od 20. stoljeća do danas
Singapur opisuje meritokraciju kao jedno od svojih službenih vodećih načela za formuliranje domaće javne politike, stavljajući naglasak na akademske vjerodajnice kao objektivne mjere zasluga.
Postoje kritike da se u ovom sustavu singapursko društvo sve više raslojava i da se iz uskog dijela stanovništva stvara elitna klasa. Singapur ima rastuću razinu tutorstva za djecu, a vrhunski tutori često su bolje plaćeni od školskih učitelja. Branitelji ovog sustava podsjećaju na staru kinesku poslovicu "Bogatstvo nikada ne preživi nakon tri generacije ", sugerirajući da će nepotizam ili kronizam elitista na kraju biti, i često jesu, ograničeni onima niže u hijerarhiji.
Singapurski akademici kontinuirano preispituju primjenu meritokracije kao ideološkog alata i kako se ona proteže da bi obuhvatila ciljeve vladajuće stranke. Profesor Kenneth Paul Tan sa Škole javne politike Lee Kuan Yew tvrdi da "meritokracija, u pokušaju da 'izolira' zasluge tretirajući ljude temeljno nejednakog podrijetla kao površno iste, može biti praksa koja zanemaruje, pa čak i prikriva stvarne prednosti i nedostatke koje su neravnomjerno raspoređene na različite segmente inherentno nejednakog društva, što je praksa koja zapravo održava ovu temeljnu nejednakost. Na taj način, oni koje je meritokracija odabrala kao zaslužne možda su već od samog početka uživali nepravedne prednosti, ignorirane prema načelu nediskriminacije.”

Kako se meritokracija u singapurskom kontekstu odnosi na primjenu pragmatizma kao ideološkog sredstva, koje kombinira striktno pridržavanje tržišnih načela bez ikakve averzije prema društvenom inženjeringu i male sklonosti klasičnom socijalnom blagostanju, dodatno je ilustrirao Kenneth Paul Tan u sljedećem članci:
Postoji snažna ideološka kvaliteta u pragmatizmu Singapura i snažna pragmatična kvaliteta u ideološkim pregovorima unutar dinamike hegemonije. U ovom složenom odnosu, kombinacija ideološkog i pragmatičnog manevriranja tijekom desetljeća rezultirala je povijesnom dominacijom PAP- a u vlasti u partnerstvu s globalnim kapitalom čiji su interesi zastupani bez mnogo rezervi.
Unutar ekvadorskog Ministarstva rada, Ekvadorski institut za meritokraciju osnovan je prema tehničkim savjetima singapurske vlade.
Uz slične prigovore, John Rawls odbacuje i ideal meritokracije.

## Konfucijanizam i KPK
Iako je Konfucije tvrdio da nikada nije ništa izumio, već da je samo prenosio drevno znanje ( Analekti 7.1 ), iznio je brojne nove ideje. Mnogi europski i američki obožavatelji poput Voltairea i Herrleeja G. Creela ukazuju na revolucionarnu ideju zamjene plemenitosti krvi plemenitošću vrline. Jūnzǐ (zh. 君子</link>, lit. "gospodarski sin"), koji je izvorno označavao mlađeg, nenasljednog potomka plemića, postao je, u Konfucijevom djelu, epitet koji ima gotovo isto značenje i evoluciju kao engleski "gentleman".
Čestiti pučanin koji njeguje svoje kvalitete može biti "džentlmen", dok je besramni kraljev sin tek "sitničava osoba". To što je Konfucije primao učenike različitih klasa kao učenike jasan je dokaz da se borio protiv feudalnih struktura koje su definirale predimperijalno kinesko društvo.
Još jedna nova ideja, ona o meritokraciji, dovela je do uvođenja carskog sustava ispita u Kini. Taj je sustav omogućavao svakome tko položi ispit da postane državni službenik, položaj koji bi donio bogatstvo i čast cijeloj obitelji. Kineski carski ispitni sustav započeo je u dinastiji Sui. Tijekom sljedećih stoljeća sustav je rastao sve dok na kraju gotovo svatko tko je želio postati dužnosnik nije morao dokazati svoju vrijednost polaganjem niza pismenih državnih ispita.
Konfucijanska politička meritokracija nije samo povijesni fenomen. Praksa meritokracije i danas postoji diljem Kine i istočne Azije, a širok raspon suvremenih intelektualaca – od Daniela Bella do Tongdong Baija, Josepha Chana i Jiang Qinga – brani političku meritokraciju kao održivu alternativu liberalnoj demokraciji.
U Just Hierarchy, Daniel Bell i Wang Pei tvrde da su hijerarhije neizbježne. Suočena sa sve većom složenošću na široj razini, moderna društva moraju izgraditi hijerarhije kako bi koordinirala kolektivno djelovanje i uhvatila se u koštac s dugoročnim problemima kao što su klimatske promjene. U tom kontekstu, ljudi ne trebaju – i ne bi trebali – željeti izravnati hijerarhije koliko god je to moguće. Trebali bi se zapitati što čini političke hijerarhije pravednima i upotrijebiti te kriterije za odlučivanje o institucijama koje zaslužuju očuvanje, onima koje zahtijevaju reformu i onima koje trebaju radikalnu transformaciju. Oni ovaj pristup nazivaju "progresivni konzervativizam", izraz koji odražava dvosmisleno mjesto konfucijanske tradicije unutar dihotomije ljevica-desnica. :8-21
Bell i Wang predlažu dva opravdanja za političke hijerarhije koje ne ovise o sustavu "jedna osoba, jedan glas". Prvo je sirova učinkovitost, koja može zahtijevati centraliziranu vladavinu u rukama nekolicine kompetentnih. Drugo, i najvažnije, je služenje interesima ljudi (i općem dobru šire). :66-93U Protiv političke jednakosti, Tongdong Bai nadopunjuje ovaj prikaz korištenjem proto-Rawlsovog "načela političke razlike". Kao što Rawls tvrdi da je ekonomska nejednakost opravdana sve dok koristi onima koji su na dnu socioekonomske ljestvice, tako Bai tvrdi da je politička nejednakost opravdana sve dok koristi onima koji su materijalno lošiji. :102-106
Bell, Wang i Bai kritiziraju liberalnu demokraciju tvrdeći da vlada naroda možda nije vlada za narod u bilo kojem smislenom smislu tog pojma. Oni tvrde da birači imaju tendenciju djelovati na iracionalan, plemenski, kratkoročni način; ranjivi su na populizam i bore se za interese budućih generacija. Drugim riječima, demokracija treba barem konfucijansku meritokratsku provjeru. :32-47
U Kineskom modelu, Bell tvrdi da konfucijanska politička meritokracija pruža – i dala je – nacrt za razvoj Kine. Za Bella, ideal prema kojem bi se Kina trebala reformirati (i sama se reformirala) slijedi jednostavnu strukturu: ambiciozni vladari prvo polažu hiperselektivne ispite, zatim moraju dobro vladati na lokalnoj razini kako bi bili unaprijeđeni na položaje na razini provincije., zatim se moraju isticati na pokrajinskoj razini da bi pristupili pozicijama na nacionalnoj razini, i tako dalje. :151-179Ovaj je sustav u skladu s onim što harvardski povjesničar James Hankins naziva "politikom vrline", ili idejom da bi institucije trebale biti izgrađene kako bi se birale najsposobniji i najvrliniji vladari – za razliku od institucija koje se prije svega bave ograničavanjem moći vladara.
Dok svi suvremeni branitelji konfucijanske političke meritokracije prihvaćaju ovaj široki okvir, međusobno se ne slažu oko tri glavna pitanja: institucionalnog dizajna, načina na koji se meritokrati promoviraju i kompatibilnosti konfucijanske političke meritokracije s liberalizmom.

### Oblik institucija
Bell i Wang favoriziraju sustav u kojem su dužnosnici na lokalnoj razini demokratski izabrani, a dužnosnike više razine promiču njihovi kolege. :66–93Kao što Bell kaže, on brani "demokraciju na dnu, eksperimentiranje u sredini i meritokraciju na vrhu". :151–179Bell i Wang tvrde da ova kombinacija čuva glavne prednosti demokracije—uključivanje ljudi u javne poslove na lokalnoj razini, jačanje legitimnosti sustava, forsiranje određenog stupnja izravne odgovornosti, itd.—dok istovremeno čuva širi meritokratski karakter režima.
Jiang Qing, nasuprot tome, zamišlja trodomnu vladu s jednim domom kojeg bira narod (Donji dom pukazh. 庶民院</link>), jedna komora sastavljena od konfucijanskih meritokrata odabranih ispitom i postupnim napredovanjem (Kuća konfucijanske tradicijezh. 通儒院</link>), i jedno tijelo sastavljeno od potomaka samog Konfucija (The House of National Essencezh. 國體院</link>). Jiangov cilj je konstruirati legitimitet koji će nadilaziti ono što on vidi kao atomistički, individualistički i utilitaristički etos modernih demokracija i temeljne vlasti u nečemu svetom i tradicionalnom. Iako je Jiangov model bliži idealnoj teoriji od Bellovih prijedloga, on predstavlja tradicionalniju alternativu.
Tongdong Bai predstavlja rješenje između predlažući dvoslojni dvodomni sustav. :52-110Na lokalnoj razini, kao i Bell, Bai zagovara Deweyanovu participativnu demokraciju. Na nacionalnoj razini, Bai predlaže dva doma: jedan meritokratski (odabran ispitom, ispitom i promaknućem, od vođa u određenim profesionalnim područjima, itd.), i jedan predstavnički koje bira narod. Iako donji dom nema nikakvu zakonodavnu moć sam po sebi, on djeluje kao popularni mehanizam odgovornosti zastupajući ljude i vršeći pritisak na gornji dom. Općenitije, Bai tvrdi da njegov model spaja najbolje od meritokracije i demokracije. Slijedeći Deweyjev prikaz demokracije kao načina života, on ukazuje na participativne značajke svog lokalnog modela: građani još uvijek mogu imati demokratski način života, sudjelovati u političkim poslovima i biti obrazovani kao "demokratski ljudi". Slično tome, donji dom omogućuje građanima da budu zastupljeni, imaju glas u javnim poslovima (iako slab) i osiguravaju odgovornost. U međuvremenu, meritokratska kuća čuva kompetencije, državničku mudrost i konfucijanske vrline.

### Sustav napredovanja
Svi branitelji konfucijanske političke meritokracije zagovaraju sustav u kojem se vladari biraju na temelju intelekta, društvenih vještina i vrline. Bell predlaže model u kojem ambiciozni meritokrati polažu hiperselektivne ispite i dokazuju se na lokalnim razinama vlasti prije nego što dođu do viših razina vlasti, gdje imaju više centralizirane moći. :151–179Prema njegovom prikazu, ispiti biraju intelekt i druge vrline – na primjer, sposobnost argumentiranja tri različita stajališta o spornom pitanju može ukazivati na određeni stupanj otvorenosti. :63–110Pristup tvrtke Tongdong Bai uključuje različite načine odabira članova meritokratske kuće, od ispita do uspješnosti u raznim područjima — poslovanju, znanosti, administraciji i tako dalje. U svakom slučaju, konfucijanski meritokrati oslanjaju se na opsežnu kinesku povijest meritokratske uprave kako bi ocrtali prednosti i mane konkurentskih metoda odabira. :67-97
Za one koji, poput Bella, brane model po kojem učinak na lokalnim razinama vlasti određuje buduća napredovanja, važno je pitanje kako sustav prosuđuje tko je "najbolji". Drugim riječima, dok ispiti mogu osigurati da dužnosnici na početku karijere budu kompetentni i obrazovani, kako se nakon toga osigurava da samo oni koji dobro vladaju budu unaprijeđeni? Literatura se suprotstavlja onima koji više vole ocjenjivanje od strane kolega nego ocjenjivanje od strane nadređenih, a neki mislioci usput uključuju kvazidemokratske mehanizme odabira. Bell i Wang favoriziraju sustav u kojem su dužnosnici na lokalnoj razini demokratski izabrani, a dužnosnike više razine promiču kolege. :84-106Budući da vjeruju da napredovanje treba ovisiti samo o procjeni kolega, Bell i Wang se protive transparentnosti—tj. javnost ne bi trebala znati kako se biraju dužnosnici, budući da obični ljudi nisu u poziciji suditi dužnosnicima izvan lokalne razine. :76–78Drugi, poput Jianga Qinga, brane model u kojem nadređeni odlučuju tko će biti unaprijeđen; ova je metoda u skladu s više tradicionalističkim smjerovima konfucijanske političke misli, koji stavljaju veći naglasak na stroge hijerarhije i epistemički paternalizam – to jest, ideju da stariji i iskusniji ljudi znaju više. :27-44

### Kompatibilnost s liberalizmom i demokracijom, te kritika političke meritokracije
Drugo ključno pitanje je je li konfucijanska politička misao kompatibilna s liberalizmom. Tongdong Bai, na primjer, tvrdi da, iako konfucijanska politička misao odstupa od modela "jedna osoba, jedan glas", ona može sačuvati mnoge bitne karakteristike liberalizma, kao što su sloboda govora i individualna prava. :97-110Zapravo, i Daniel Bell i Tongdong Bai smatraju da se konfucijanska politička meritokracija može uhvatiti u koštac s izazovima s kojima se liberalizam želi uhvatiti u koštac, ali ne može sam. Na kulturnoj razini, na primjer, konfucijanizam, njegove institucije i njegovi rituali nude branu protiv atomizacije i individualizma. Na političkoj razini, nedemokratska strana političke meritokracije je – za Bella i Baia – učinkovitija u rješavanju dugoročnih pitanja kao što su klimatske promjene, dijelom zato što se meritokrati ne moraju brinuti o hirovima javnog mnijenja. :14-63
Joseph Chan brani kompatibilnost konfucijanizma i s liberalizmom i s demokracijom. U svojoj knjizi Konfucijanski perfekcionizam, on tvrdi da konfucijanci mogu prihvatiti i demokraciju i liberalizam na instrumentalnim osnovama; to jest, iako liberalna demokracija možda nije vrijedna sama za sebe, njezine institucije ostaju vrijedne – osobito u kombinaciji s širokom konfucijanskom kulturom – da služe konfucijanskim ciljevima i usađuju konfucijanske vrline.
Drugi konfucijanci kritizirali su konfucijanske meritokrate poput Bella zbog njihovog odbacivanja demokracije. Za njih, konfucijanizam ne mora biti utemeljen na pretpostavci da je zaslužno, čestito političko vodstvo inherentno nespojivo s narodnim suverenitetom, političkom jednakošću i pravom na političko sudjelovanje. Ovi mislioci optužuju meritokrate da precjenjuju nedostatke demokracije, pogrešno misleći na privremene nedostatke kao trajne i inherentne značajke, te podcjenjuju izazove koje izgradnja istinske političke meritokracije postavlja u praksi – uključujući one s kojima se suočavaju suvremena Kina i Singapur. Franz Mang tvrdi da, kada se odvoji od demokracije, meritokracija ima tendenciju degradirati u opresivni režim pod navodno "zaslužnim", ali zapravo "autoritarnim" vladarima; Mang optužuje Bellov kineski model da je samoporažavajući, kao što—Mang tvrdi—ilustriraju autoritarni načini angažmana KPK s disidentnim glasovima. He Baogang i Mark Warren dodaju da "meritokraciju" treba shvatiti kao koncept koji opisuje karakter režima, a ne njegov tip, koji je određen raspodjelom političke moći. Po njihovom mišljenju mogu se izgraditi demokratske institucije koje su meritokratske u onoj mjeri u kojoj favoriziraju kompetenciju.
Roy Tseng, pozivajući se na nove konfucijance dvadesetog stoljeća, tvrdi da konfucijanizam i liberalna demokracija mogu ući u dijalektički proces, u kojem se liberalna prava i biračka prava promišljaju u odlučno moderne, ali svejedno konfucijanske načine života. Ova sinteza, koja spaja konfucijanske rituale i institucije sa širim okvirom liberalne demokracije, razlikuje se i od liberalizma zapadnog stila—koji, za Tsenga, pati od pretjeranog individualizma i nedostatka moralne vizije—i od tradicionalnog konfucijanizma—koji, za Tsenga, je kroz povijest patio od krutih hijerarhija i sklerotičnih elita. Protiv branitelja političke meritokracije, Tseng tvrdi da spajanje konfucijanskih i demokratskih institucija može očuvati najbolje od oba svijeta, stvarajući više komunalnu demokraciju koja se oslanja na bogatu etičku tradiciju, bavi se zlouporabom moći i kombinira odgovornost javnosti s jasnom pozornošću na kultiviranje vrline u elitama.

## Kritika

### Zamka meritokracije
U svojoj knjizi The Meritocracy Trap, Daniel Markovits objašnjava da je meritokracija odgovorna za pogoršanje društvene stratifikacije, na štetu velikog dijela opće populacije. On uvodi ideju "nejednakosti kao grudve snijega", stalnog produbljivanja jaza između elitnih radnika i pripadnika srednje klase. Dok elita dobiva ekskluzivne položaje zahvaljujući svom bogatstvu pokazanih zasluga, ona zauzima radna mjesta i izbacuje radnike srednje klase iz središta ekonomskih zbivanja. Elite koriste svoju visoku zaradu kako bi vlastitoj djeci osigurale najbolje obrazovanje, kako bi ona ušla u svijet rada s konkurentskom prednošću u odnosu na one koji nisu imali iste mogućnosti. Dakle, ciklus se nastavlja sa svakom generacijom.
U ovom slučaju, srednja klasa trpi smanjene mogućnosti za osobni prosperitet i financijski uspjeh. Iako je nemoguće kvantificirati točne učinke ove društvene podjele na srednju klasu, epidemija opioida, dramatičan porast " smrti iz očaja " (samoubojstva, mentalno zdravlje i alkoholizam) i smanjenje očekivanog životnog vijeka u ovim meritokratskim društvima često se navode kao rezultati toga. Međutim, nije samo srednja klasa ta koja trpi negativne učinke meritokracije. Društvena elita mora platiti značajnu cijenu za svoj užurbani radni vijek. Mnogi priznaju da pate od fizičkih i mentalnih zdravstvenih problema, nemogućnosti održavanja kvalitetnog osobnog života i nedostatka vremena provedenog sa svojom obitelji. Djeca iz društvene elite često su gurnuta u visoko kompetitivno obrazovno okruženje od malih nogu, što se nastavlja kroz školu, fakultet i njihov radni život. Ovim argumentom autor napada ideju meritokracije kao pravednog načina ocjenjivanja i nagrađivanja najvještijih i najvrjednijih članova društva.
Markovits predlaže drugačiji pristup meritokraciji, onaj u kojem se socioekonomske životne pogodnosti slobodno dijele ljudima koji su dovoljno uspješni u stvarima koje rade umjesto stvaranja okruženja kontinuiranog natjecanja. Poziva na reformu ekonomskih uloga, organizacija i institucija kako bi se uključila šira populacija i stoga smanjio sve veći jaz nejednakosti dovodeći u pitanje društvenu hegemoniju visokoprofiliranih radnika i intervenirajući u preraspodjelu zarada, radnih sati i društvenog identiteta u ime radnika srednje klase.

### "Tiranija zasluga"
U svojoj knjizi The Tyranny of Merit: What's Become of the Common Good?, američki politički filozof Michael Sandel tvrdi da je meritokratski ideal postao moralni i politički problem za suvremena zapadna društva. On tvrdi da je meritokratsko uvjerenje da se osobni uspjeh temelji isključivo na individualnim zaslugama i trudu dovelo do zanemarivanja općeg dobra, erozije solidarnosti i porasta nejednakosti. Sandelova kritika odnosi se na rašireno mišljenje da oni koji postižu uspjeh to zaslužuju zbog svoje inteligencije, talenta i truda. Umjesto toga, on tvrdi da je ovo uvjerenje pogrešno jer zanemaruje ulogu sreće i vanjskih okolnosti, poput društvenih i vanjskih čimbenika, koji su izvan kontrole pojedinca.
Kao posljedicu, Sandel meritokratskom idealu pripisuje sve veći jaz između ekonomskih "pobjednika i gubitnika", pad građanskog angažmana i uspon populizma. Osim toga, on tvrdi da obećanje meritokracije stvara elitu koja je odvojena od društva i kojoj nedostaje empatije za one koji kaskaju za njima. Elitne institucije, uključujući Ivy League i Wall Street, iskvarile su vrlinu, prema Sandelu, i osjećaj prema tome tko zaslužuje moć.
U konačnici, argument Michaela Sandela je da "meritokracija danas funkcionira manje kao alternativa nejednakosti nego kao njezino primarno opravdanje". Stoga se zalaže za preispitivanje našeg razumijevanja uspjeha i općeg dobra uključujući javne rasprave o opsegu socijalne države. Prema Sandelu, to podrazumijeva promišljanje o tome što predstavlja doprinos općem dobru i kako to treba nagraditi. Stoga apelira da se prijeđe izvan distribucijske pravde prema doprinosnoj pravdi, odnosno "stvaranje uvjeta koji će omogućiti svakome da pridonese općem dobru i da za to dobije čast i priznanje". U tu svrhu predlaže javne politike kao što je progresivnije oporezivanje kako bi se smanjile ekonomske nejednakosti.

### "Zamišljena meritokracija"
Većina kritika protiv meritokracije, uključujući Sandelov argument u "Tiraniji zasluga", tretira "meritokraciju" kao mehanizam koji dodjeljuje nagrade u skladu s nečijim sposobnostima. Bacajući sumnju na ovu temeljnu pretpostavku, japanski sociolog Satoshi Araki ispitao je jesu li ekonomski rezultati povezani s razinama vještina pojedinaca u Sjedinjenim Državama. Otkrio je da je ekonomski povrat na obrazovne kvalifikacije sam po sebi bio značajno veći od onog na kognitivne vještine i da je međugeneracijska nejednakost u velikoj mjeri formirana putem vjerodajnica, a ne sposobnosti – zbog toga može postojati nepravedna situacija poput "sporednih vrata". Araki stoga tvrdi da je suvremena Amerika tipično vjerodajničko društvo, u kojem vjeronaučnost prevladava nad meritokracijom temeljenom na vještinama, ali su ljudi krivo vjerovali da je njihovo društvo meritokratsko. Nazivajući ovu situaciju "zamišljenom meritokracijom", naglašava važnost ispitivanja vjerodajničke/meritokratske prirode društva razlikovanjem funkcije obrazovnih vjerodajnica kao takvih i stvarnih sposobnosti i konceptualno i empirijski kako ne bismo zaveli znanstvene/političke rasprave i javne rasprave na temelju zamišljenog diskursa meritokracije.

### Nepraktičnost
Izraz "meritokracija" izvorno je zamišljen kao negativan koncept.  Jedna od primarnih briga s meritokracijom je nejasna definicija "zasluga". Ono što se smatra vrijednim može se razlikovati s mišljenjima o tome koje se kvalitete smatraju najvrijednijima, postavljajući pitanje koja je "zasluga" najveća—ili, drugim riječima, koji je standard "najbolji" standard. Budući da se navodna učinkovitost meritokracije temelji na navodnoj kompetenciji njezinih dužnosnika, ovaj standard zasluga ne može biti proizvoljan i mora također odražavati kompetencije potrebne za njihove uloge.
Pouzdanost vlasti i sustava koji ocjenjuju zasluge svakog pojedinca još je jedan razlog za zabrinutost. Budući da se meritokratski sustav oslanja na standard zasluga za mjerenje i usporedbu ljudi, sustav pomoću kojeg se to radi mora biti pouzdan kako bi osigurao da njihove procijenjene zasluge točno odražavaju njihove potencijalne sposobnosti. Standardizirano testiranje, koje odražava meritokratski proces sortiranja, našlo se na meti kritika jer je kruto i ne može točno procijeniti mnoge vrijedne kvalitete i potencijale učenika. Teoretičar obrazovanja Bill Ayers, komentirajući ograničenja standardiziranog testiranja, piše da "standardizirani testovi ne mogu mjeriti inicijativu, kreativnost, maštu, konceptualno razmišljanje, znatiželju, trud, ironiju, prosuđivanje, predanost, nijanse, dobru volju, etičku refleksiju ili mnoštvo drugih vrijednih svojstava i atributa. Ono što mogu mjeriti i brojati su izolirane vještine, specifične činjenice i funkcije, znanje o sadržaju, najmanje zanimljivi i najmanje značajni aspekti učenja." Zasluge utvrđene procjenom mišljenja nastavnika, iako mogu procijeniti vrijedne kvalitete koje se ne mogu ocijeniti standardiziranim testiranjem, nepouzdane su jer se mišljenja, uvidi, pristranosti i standardi nastavnika uvelike razlikuju. Ako je sustav ocjenjivanja korumpiran, netransparentan, samostalan ili pogrešan, odluke o tome tko ima najveće zasluge mogu biti vrlo pogrešne.
Razina obrazovanja potrebna da bi postao konkurentan u meritokraciji može biti skupa, tako da ograničava kandidaturu za položaje moći na one koji imaju sredstva potrebna da se obrazuju. Primjer za to bio je kineski student samoproglašeni mesija, Hong Xiuquan, koji unatoč tome što je bio prvi na preliminarnom državnom carskom ispitu, nije si mogao priuštiti daljnje obrazovanje. Kao takav, iako je pokušavao učiti privatno, Hong je na kraju bio nekonkurentan na kasnijim ispitima i nije mogao postati birokrat. Rečeno je da se ovaj ekonomski aspekt meritokracija nastavlja i danas u zemljama bez besplatnog obrazovanja, s Vrhovnim sudom Sjedinjenih Država, na primjer, koji se sastoji samo od sudaca koji su pohađali Harvard ili Yale i općenito razmatra samo kandidate za činovnike koji su pohađali pet najboljih sveučilišta, dok su 1950-ih ta dva sveučilišta činila samo oko jednu petinu sudaca. Čak i kad bi se osiguralo besplatno obrazovanje, resursi koje roditelji studenta mogu osigurati izvan nastavnog plana i programa, kao što su tutoring, pripremanje ispita i financijska potpora za životne troškove tijekom visokog obrazovanja, utjecat će na obrazovanje koje student stječe i studentov društveni položaj u meritokratskom društvu. To ograničava poštenje i pravednost svakog meritokratskog sustava. Slično tome, feminističke kritičarke primijetile su da mnoge hijerarhijske organizacije zapravo favoriziraju pojedince koji su primili nerazmjernu potporu neformalne vrste (npr. mentorstvo, prilike od usta do usta, i tako dalje), tako da samo oni koji imaju koristi od takve potpore vjerojatno će shvatiti te organizacije kao meritokratske.
Ekonomist sa Sveučilišta Cornell Robert H. Frank odbacuje meritokraciju u svojoj knjizi Success and Luck: Good Fortune and the Myth of Meritocracy . On opisuje kako slučajnost igra značajnu ulogu u odlučivanju tko će što dobiti što nije objektivno utemeljeno na zaslugama. On ne umanjuje važnost napornog rada, ali koristeći psihološke studije, matematičke formule i primjere, pokazuje da među skupinama ljudi koji rade na visokoj razini, sreća igra ogromnu ulogu u uspjehu pojedinca.

### Neželjeni ishodi
Još jedna briga odnosi se na načelo nekompetentnosti ili " Petrovo načelo ". Kako se ljudi uzdižu u meritokratskom društvu kroz društvenu hijerarhiju kroz svoju pokazanu zaslugu, oni na kraju dosežu i zaglave na razini koja im je preteška kako bi performirali učinkovito; unaprijeđeni su u nesposobnost. Time se smanjuje učinkovitost meritokratskog sustava čija je navodna glavna praktična korist kompetentnost onih koji upravljaju društvom.
U svojoj knjizi Meritocratic Education and Social Worthlessness (Palgrave, 2012.), filozof Khen Lampert ustvrdio je da obrazovna meritokracija nije ništa drugo nego postmoderna verzija socijalnog darvinizma. Njezini zagovornici tvrde da teorija opravdava društvenu nejednakost kao meritokratsku. Ova društvena teorija smatra da je Darwinova teorija evolucije prirodnom selekcijom model, ne samo za razvoj bioloških osobina u populaciji, već i kao primjena za ljudske društvene institucije — postojeće društvene institucije su implicitno deklarirane kao normativne. Socijalni darvinizam dijeli svoje korijene s ranim progresivizmom, a bio je najpopularniji od kasnog devetnaestog stoljeća do kraja Drugog svjetskog rata. Darwin se samo usudio iznijeti svoje teorije u biološkom smislu, a drugi su mislioci i teoretičari ti koji su normativno primijenili Darwinov model na nejednaku obdarenost ljudskim ambicijama.
Filozof s Harvarda Michael Sandel u svojoj posljednjoj knjizi iznosi argumente protiv meritokracije, nazivajući je "tiranijom". Tekuća usporena društvena mobilnost i sve veća nejednakost razotkrivaju grubu zabludu američkog sna i obećanje "možete uspjeti ako želite i pokušate". Potonji je, prema Sandelu, glavni krivac bijesa i frustracije koje su neke zapadne zemlje dovele do populizma .

### Školska meritokracija
Školska meritokracija je uvjerenje da naporan rad vodi do uspjeha. Istraživanja pokazuju da učitelji daju bolje ocjene i puno više cijene djecu koja svoje probleme ili svoje ponašanje objašnjavaju unutarnjim objašnjenjima (poput količine truda koju su uložili), nego onu koja daju okolišna ili činjenična objašnjenja (poput predispozicija ili obiteljskog porijekla). Štoviše, učenici koji žele pokazati dobru sliku o sebi radije će svoj uspjeh ili neuspjeh objašnjavati unutarnjim karakteristikama nego vanjskim činjenicama.
Međutim, društvene klase i spol drugi su važni čimbenici koji objašnjavaju akademski uspjeh, a zasluga je samo jedan od odlučujućih aspekata. Obrazovni sustav ima dvije funkcije: jednu je obrazovati, a drugo selekciju. Uistinu, u zapadnim društvima, obrazovni sustav studentima dodjeljuje zanimanja, zanimanja koja se vrlo razlikuju po bogatstvu, moći i položaju, kroz ocjene i diplome koje djeluju kao pokazatelji zasluga. Veća je vjerojatnost da će studenti s vrlo dobrim diplomama biti usmjereni na poslove visokog statusa, a studenti s nižim diplomama ili bez ikakve diplome vjerojatnije će biti usmjereni na poslove niskog statusa. Kao rezultat toga, nečija budućnost u potpunosti ovisi o nečijem uspjehu ili neuspjehu tijekom školske karijere, koja sama ovisi, prema školskoj meritokraciji, o vlastitim naporima da postane uspješna. Školska meritokracija također je povezana s favoriziranjem i članstvom u grupi.
Međutim, školska karijera, ocjene i diplome uvelike ovise o pripadnosti grupi (spol, privilegirana ili nepovlaštena sredina) do te mjere da odrastanje uz manje resursa (računala, obrazovani roditelji koji mogu pomoći oko zadaće itd.) i manje mira kaznit će učenika bez obzira koliko se trudio. Također je otkriveno da što su žene sklonije vjerovati u meritokraciju, to će manje odbijati sistemska objašnjenja o superiornosti muškaraca. Vjerovanje u meritokraciju ponekad je pristrano, budući da su neki znanstveni rezultati studija pokazali da bi sudionici radili više kada bi im se reklo da je uspjeh na zadatku rezultat, na primjer, sreće. Također bi više cijenili jednu studiju od sličnih, temeljenu na meritokratskim uvjerenjima.
Postoje dvije različite vrste meritokracije:
- Preskriptivna meritokracija: kako ljudi misle da bi sustav trebao funkcionirati.
- Deskriptivna meritokracija: kako sustav zapravo funkcionira.

Vjera u školsku meritokraciju (BSM) je način da se opravda društveni poredak. Povezan je s teorijom društvene reprodukcije. Članovi grupe s visokim statusom su bolji od članova grupe s niskim statusom koji su u nepovoljnijem položaju zbog hijerarhija. Pravdanje statusa školskom meritokracijom način je legitimiranja njihove pozicije. No, školska meritokracija također je pozitivno uvjerenje utoliko što promiče ideju društvene mobilnosti i činjenicu da se uz jaku volju može postići bilo koji status. Ova činjenica čini studente iz nižih statusnih skupina ovisnijima o meritokratskom uvjerenju od studenata iz viših statusnih skupina, jer predstavlja njihovu vjerojatnost da dođu do više statusne skupine. Stoga se pokazalo da se mogu više složiti u školskoj meritokraciji.